# Anna Lindh
Ylva Anna Maria Lindh (ur. 19 czerwca 1957 w Sztokholmie, zm. 11 września 2003 w Solnie) – szwedzka polityk, działaczka Szwedzkiej Socjaldemokratycznej Partii Robotniczej, w latach 1994–1998 minister środowiska, od 1998 do śmierci minister spraw zagranicznych. Zmarła na skutek ugodzenia nożem przez Mihajla Mihajlovicia, Szweda serbskiego pochodzenia.

## Życiorys
W 1982 ukończyła studia prawnicze na Uniwersytecie w Uppsali. Jako nastolatka dołączyła do Ligi Młodych Szwedzkiej Socjaldemokracji (SSU), w ramach której wzięła udział w protestach przeciwko wojnie wietnamskiej. W 1984 wybrana została na przewodniczącą socjaldemokratycznej młodzieżówki, będąc pierwszą kobietą na tym stanowisku. Funkcję tę pełniła do 1990, okres jej rządów w organizacji wiązał się z zaangażowaniem politycznym SSU w sprawy międzynarodowe – dotyczące sytuacji w Nikaragui, Wietnamie, RPA i Palestynie oraz z kampanią przeciwko wyścigowi zbrojeń.
Jednocześnie działała w Szwedzkiej Socjaldemokratycznej Partii Robotniczej. W 1976 została radną gminy Enköping, w której zasiadała do 1982. W tym samym roku weszła w skład Riksdagu jako zastępczyni poselska w miejsce jednego z członków rządu. Mandat wykonywała do 1985.
W 1994 objęła urząd ministra środowiska w rządzie Ingvara Carlssona. Pozostała na tej funkcji w 1996, gdy na czele gabinetu stanął Göran Persson. W wyborach w 1998 i 2002 była wybierana na posłankę do szwedzkiego parlamentu. W 1998, po dokonanej rekonstrukcji gabinetu, przeszła na stanowisko ministra spraw zagranicznych, które zajmowała do czasu swojej śmierci. Opowiadała się za współpracą Szwecji z Unią Europejską, w trakcie kryzysu w Kosowie współpracowała z Javierem Solaną przy negocjowaniu ugody, która doprowadziła do zakończenia konfliktu zbrojnego w Macedonii. Krytykowała inwazję na Irak z 2003, uważając, że bez wsparcia ze strony ONZ interwencja nie będzie udana. W konflikcie izraelsko-palestyńskim krytykowała obydwie strony konfliktu, oskarżając je o nieprzestrzeganie prawa międzynarodowego i praw człowieka.
Wzmacniała swoją pozycję w partii, pod koniec życia była wymieniana jako potencjalna następczyni następca Görana Perssona.

## Zabójstwo i proces sprawcy
10 września 2003 podczas zakupów w centrum handlowym NK w Sztokholmie została napadnięta przez nieznanego początkowo sprawcę, który ugodził ją kilkukrotnie nożem w klatkę piersiową, brzuch i ramiona. Na skutek tego ataku doznała krwotoków wewnętrznych, a także uszkodzeń m.in. wątroby. Ranna została przewieziona do Szpitala Uniwersyteckiego Karolinska, gdzie przeszła ośmiogodzinną operację. 11 września Anna Lindh na skutek odniesionych obrażeń zmarła. Zabójcą okazał się Mihajlo Mihajlović, Serb posiadający obywatelstwo szwedzkie. Przyznał on się do dokonania morderstwa, a winę za dokonanie zbrodni zrzucił na głosy w głowie. W marcu 2004 został skazany na karę dożywotniego pozbawienia wolności. W wyniku apelacji wyrok ten w lipcu tegoż roku został zmieniony, co motywowano poważnymi problemami psychicznymi sprawcy, który, jak twierdził jego prawnik, dokonując zbrodni, miał znajdować się pod wpływem silnego koktajlu środków antydepresyjnych i nie zamierzał dokonać zabójstwa. W rezultacie orzeczono umieszczenie Mihajla Mihajlovicia w zamkniętym zakładzie psychiatrycznym. Po odwołaniu oskarżyciela w grudniu 2004 Sąd Najwyższy ostatecznie ponownie orzekł wobec sprawcy karę dożywotniego pozbawienia wolności, co zakończyło postępowanie.

## Życie prywatne
Jej mężem był polityk Bo Holmberg, miała dwóch synów.

## Odznaczenia
- Order Wolności (Kosowo, 2004)[11]